# Lacs de Haute-Charente
Als Lacs de Haute-Charente werden zwei Stauseen im französischen Département Charente bezeichnet. Beide liegen in der Haute-Charente, der Grenzregion zum benachbarten Département Haute-Vienne – einer bereits relativ hoch liegenden Landschaft mit den Charakterzügen des Limousins.

## Geographie

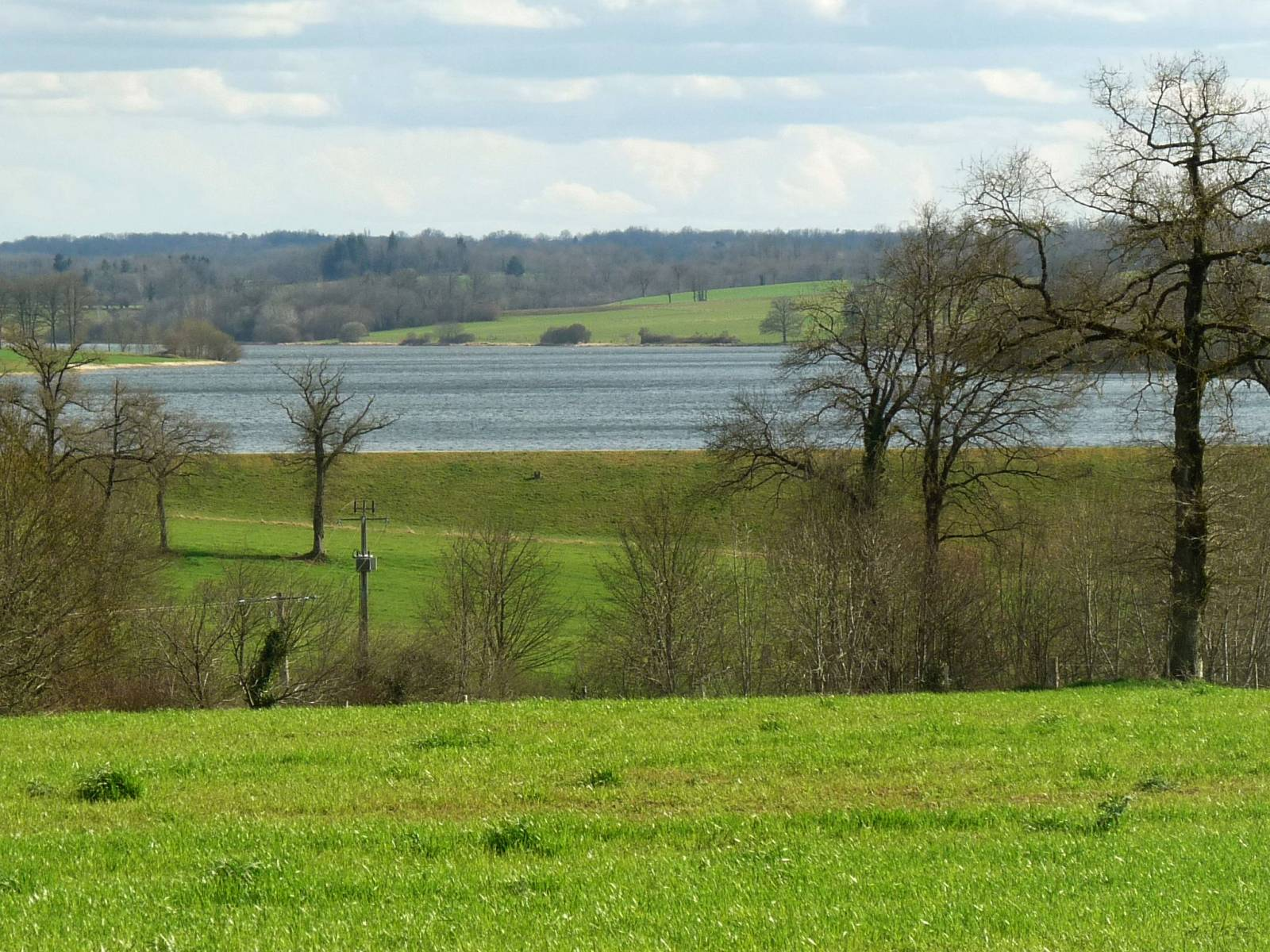
Der Lac de Lavaud mit Staumauer

Bei den beiden Stauseen handelt es sich um den Lac de Lavaud und den Lac du Mas Chaban. Der östliche Lac de Lavaud wurde im Jahr 1989 angelegt und erstreckt sich mit seinem Südteil noch in das Département Haute-Vienne hinein. Der 3,5 Kilometer weiter westlich, auf 210 Meter über dem Meer  gelegene Lac du Mas Chaban wurde erst im Jahr 2000 fertig gestellt. Der Lac du Mas Chaban staut den Oberlauf der Moulde, wohingegen der Lac de Lavaud auf 221 Meter Meerhöhe den Oberlauf der Charente mit ihrem linken Nebenfluss, der Treize, reguliert.
Zusammen besitzen die Stauseen eine Gesamtoberfläche von 2,293 Quadratkilometer und sind somit die größten Süßwasserseen im Département Charente. Sie wurden nicht zur Energieerzeugung angelegt, sondern dienen ausschließlich der Flussregulierung und den Bewässerungsbedürfnissen der umliegenden Landwirtschaft. Am Lac de Lavaud haben sich mittlerweile Infrastrukturen für touristische Zwecke herausgebildet.
Beide Stauseen werden vom Office de tourisme in Massignac betreut und sind seit dem Jahr 2005 mit dem Regionalen Naturpark Périgord-Limousin assoziiert.

## Geologie

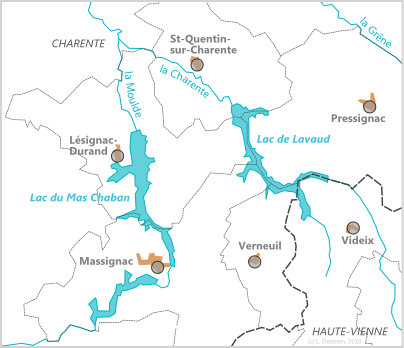
Lagekarte der Lacs de Haute-Charente

Die Stauseen der Haute-Charente liegen auf kristallinem Grundgebirge am Nordwestrand des französischen Massif Central. Die Hauptmasse der anstehenden Gesteine bilden plagioklashaltige Paragneise der Unteren Gneisdecke, die während der variszischen Gebirgsbildung hochgradig metamorphosiert wurden und jetzt in der Sillimanitfazies vorliegen. Ihre Ausgangsgesteine waren ursprünglich Grauwacken. Untergeordnet sind kleine Vorkommen von Orthogneisen und Granitoiden sowie eine seltene Impaktbrekzie des weiter östlich liegenden Kraters von Rochechouart-Chassenon.